# HKS (architecte)
Pour les articles homonymes, voir HKS (homonymie).

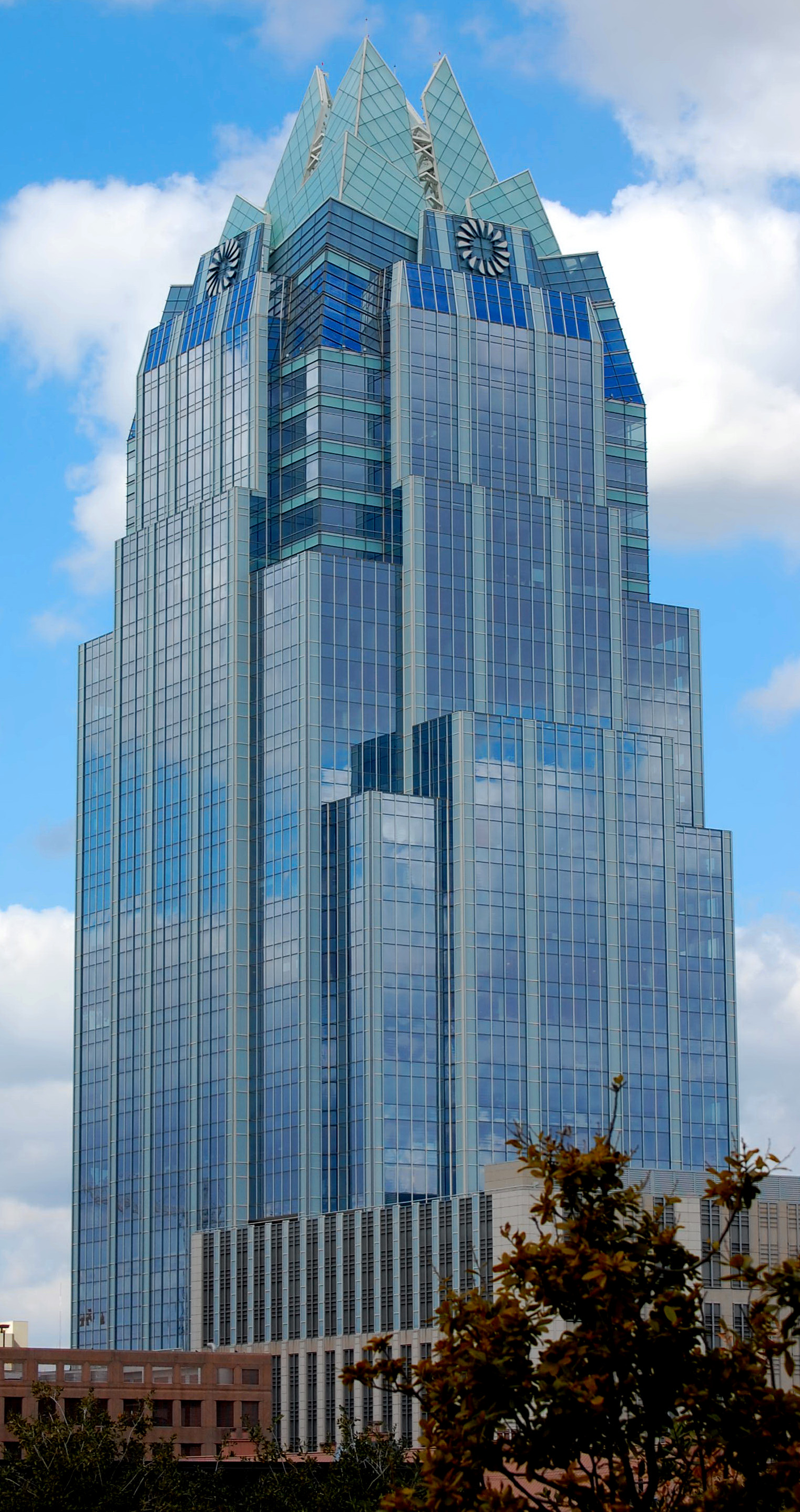
Frost Bank Tower à Austin

HKS est un cabinet d'architectes américain fondé en 1939 par Harwood K. Smith et basé à Dallas. Il compte un effectif de plus de 1 000 personnes ce qui le place parmi les vingt plus importants cabinets d'architecture aux États-Unis. Le cabinet réalise des projets dans le monde entier et a conçu une vingtaine de gratte-ciel, surtout aux États-Unis.

## Histoire
Le 1er janvier 2014, Dan Noble devient le CEO du cabinet.

## Réalisations

### Années 1960
- One Main Place, Dallas, Texas, 1968

### Années 1980
- Phoenix Tower, Dallas, Texas, 1984
- Bank of America Plaza (Tampa), Tampa, Floride, 1986
- 1221 Brickell Building, Miami, 1986
- Dominion Tower, Norfolk, Virginie, 1987
- Comerica Bank Tower, Dallas, 1987

### Années 1990
- 311 South Wacker Drive, Chicago, 1990
- 100 North Tampa, Tampa, Floride, 1992
- Bank of America Corporate Center, Charlotte, Caroline du nord, 1992
- Wells Fargo Center (Salt Lake City), Salt Lake City, Utah, 1998

### Années 2000
- Ameriprise Financial Center, Minneapolis, Minnesota, 2000
- Park Tower, Chicago, 2000
- 300 West 6th, Austin, Texas, 2002
- 5 Houston Center, Dallas, 2002
- 55 Second Street, San Francisco, 2002
- Frost Bank Tower, Austin, 2004
- The Palazzo, Las Vegas, 2007
- Lucas Oil Stadium, Indianapolis, Indiana, 2008
- AT&T Stadium, Arlington, Texas, 2009
- The Century, Los Angeles, 2009
- Aria Resort & Casino, Las Vegas, 2009
- Park Tower, Chicago, 2009

### Années 2010
- Four Seasons Hotel & Private Residences Denver, Denver, Colorado, 2010
- U.S. Bank Stadium, Minneapolis, Minnesota, 2016

### Années 2020
- SoFi Stadium, Inglewood, Californie, 2020